# Савельев, Яков Петрович
Яков Петрович Савельев (1922 — не позже 1995) — командир миномётного расчёта 597-го стрелкового полка (207-я стрелковая дивизия, 3-я ударная армия, 2-й Прибалтийский фронт) сержант, участник Великой Отечественной войны, кавалер ордена Славы трёх степеней.

## Биография
Родился 10 февраля 1922 года в городе Даугавпилс Латвийской Республики в семье рабочего. Жил в Риге, где в 1939 году окончил 7 классов. Работал стеклодувом на рижском заводе «Коммунар».
С началом Великой Отечественной войны оставался на оккупированной территории. В июле 1944 года, после освобождения первых районов Латвии, был призван в Красную Армию Резекнеским уездным военкоматом. С августа того же года участвовал в боях с фашистскими захватчиками. Весь боевой путь от родной Латвии до Берлина прошёл в составе 207-й стрелковой дивизии, был заряжающим, затем командиром миномётного расчёта 597-го стрелкового полка.
Участвовал в освобождении Латвии, в Рижской наступательной операции, в блокирование Курляндской группировки противника. В этих боях заслужил первые награды. В сентябре 1944 года награждён медалью «За отвагу».
29 октября — 1 ноября 1944 года в наступательных боях за населённые пункты Муценеки, Пикаш, Авикне (юго-западнее города Ауце, Латвия) рядовой Савельев Яков Петрович бесперебойно обеспечивал боеприпасами расчёт 82-мм миномёта, подносил мины из зоны, сильно обстреливаемой противником. Участвовал в отражении трёх контратак, уничтожив вместе с расчётом не менее 15 гитлеровцев.
Приказом по частям 207-й стрелковой дивизии от 29 ноября 1944 года (№ 67/н) рядовой Савельев Яков Петрович награждён орденом Славы III-й степени.
В декабре 1944 года дивизия был выведена в резерв и включена в состав 1-го Белорусского фронта, участвовала в Варшавско-Познанской, Восточно-Померанской и Берлинской стратегических наступательных операциях. В этих боях уже командовал миномётными расчётом, особо отличился при штурме Берлина.
19−30 апреля 1945 года на подступах к городу Берлину и в уличных боях сержант Савельев, командуя миномётным расчётом, уничтожил 7 пулемётных точек, зенитную пушку, истребил более взвода гитлеровцев. За эти бои уже после Победы, 7 июня, командиром полка был представлен к награждению орденом Славы II-й степени.
1−2 мая 1945 года в боях на улицах Берлина сержант Савельев со своим расчётом уничтожил до 10 автоматчиков противника. Будучи раненным, продолжал вести огонь из миномёта. Отражая контратаку противника поразил из личного оружия 3 гитлеровцев. Был представлен к награждению орденом Отечественной войны II-й степени, но статус награды был понижен до ордена Славы III-й (ошибочно)  степени: приказом по частям 207-й стрелковой дивизии от 23 мая 1945 года (№ 44/н) сержант Савельев Яков Петрович награждён орденом Славы 3-й степени.
Приказом по войскам 3-й ударной армии от 12 июля 1945 года (№ 133/н) сержант Савельев Яков Петрович награждён орденом Славы II-й степени.
В ноябре 1946 года старший сержант Савельев был демобилизован. 
Вернулся в Ригу. Поступил на службу в военизированную пожарную охрану.  В 1954 году экстерном окончил Ленинградское пожарно-техническое училище. Член КПСС с 1951 года. Через 25 лет после Победы была исправлена ошибка с фронтовыми. 
Указом Президиума Верховного Совета СССР от 18 мая 1971 года приказ от 23 мая 1945 года был отменён и  Савельев Яков Петрович награждён орденом Славы I-й степени: стал полным кавалером ордена Славы.
В 1973 году уволен в запас в звании майора технической службы. Жил в Риге, где и умер (до 1995 года).

## Награды
- Орден Отечественной войны I степени (11.03.1985)[3]
  - орден Славы I степени (18.05.1971)[4];
  - орден Славы II степени (12.07.1945)[5];
  - орден Славы III степени (29.11.1944)[6];
- медали, в том числе:
  - «За отвагу» (04.09.1944)[7];
  - «За освобождение Варшавы» (9 мая 1945)[8]
  - «За взятие Берлина» (9 мая 1945)[8]
  - «В ознаменование 100-летия со дня рождения Владимира Ильича Ленина» (6 апреля 1970)
  - «За победу над Германией в Великой Отечественной войне 1941—1945 гг.» (9 мая 1945[9])
  - «20 лет Победы в Великой Отечественной войне 1941—1945 гг.» (7 мая 1965[10])
  - «30 лет Победы в Великой Отечественной войне 1941—1945 гг.»[11]
  - 40 лет Победы в Великой Отечественной войне 1941—1945 гг.[12]
  - «30 лет Советской Армии и Флота»[13]
  - «40 лет Вооружённых Сил СССР»[14]
  - «50 лет Вооружённых Сил СССР» (26 декабря 1967[15])
- Знак «25 лет победы в Великой Отечественной войне» (1970)

## Память
- На могиле установлен надгробный памятник
- Его имя увековечено в Главном Храме Вооружённых сил России, и навсегда запечатлено на мемориале «Дорога памяти»